# Ganjigere, Alur
Ganjigere là một làng thuộc tehsil Alur, huyện Hassan, bang Karnataka, Ấn Độ.